# Eccellenza 1960-1961 (rugby a 15)
L'Eccellenza 1960-61 fu il 31º campionato nazionale italiano di rugby a 15 di prima divisione.
Si tenne dal 16 ottobre 1960 all’11 giugno 1961 tra 24 squadre ripartite in tre gironi da otto squadre ciascuno.
In vista della ristrutturazione del campionato successivo, che introdusse per lunghissimo tempo la formula del girone unico, allo scopo di dimezzare le squadre partecipanti furono previste 12 retrocessioni.
Lo scudetto fu assegnato al termine di un girone unico di finale, cui accedettero 6 squadre, le prime due classificate per ciascuno dei tre gruppi.
Per la quarta stagione consecutiva le Fiamme Oro di Padova si aggiudicarono il titolo.

## Formula
La modalità di svolgimento del torneo fu la seguente:
- Tre gironi composti da 8 squadre ciascuno;
  - le prime due classificate di ogni girone accedettero al girone finale unico; la prima classificata di tale girone divenne campione d'Italia;
  - le squadre con i 12 migliori punteggi parteciparono al campionato d'Eccellenza successivo; quelle con i peggiori 12 furono assegnate alla serie B. Le Fiamme Oro Firenze non parteciparono a tale ripartizione perché non si presentarono nel torneo successivo.

## Squadre partecipanti
| Girone A             | Girone B                  | Girone C                    |
| -------------------- | ------------------------- | --------------------------- |
| Amatori Milano       | Fiamme Oro (Padova)       | L’Aquila                    |
| Brescia              | Petrarca                  | Esercito (Napoli)           |
| CUS Genova           | Piacenza (spons. Fulmine) | Fiamme Oro (Firenze)        |
| Milano Diavoli       | Rovigo                    | Frascati                    |
| Livorno              | Sempione (Milano)         | S.S. Lazio (Roma)           |
| Rugby Milano         | Treviso (spons. Ignis)    | Partenope (Napoli)          |
| Parma                | Udine                     | Rugby Roma (spons. Admiral) |
| Rho (spons. Giudici) | Venezia                   | Olimpic ’44 (Roma)          |

## Prima fase

### Girone A
|      | 1ª/8ª giornata                  |      |
| ---- | ------------------------------- | ---- |
| 19-8 | Milano - CUS Genova             | 12-6 |
| 14-3 | Parma - Rho                     | 0-3  |
| 6-9  | Brescia - Amatori Milano        | 0-16 |
| 11-6 | Livorno - Diavoli Milano        | 0-3  |
|      |                                 |      |
|      | 4ª/11ª giornata                 |      |
| 0-0  | Brescia - Rho                   | 8-0  |
| 9-5  | Livorno - Milano                | 0-11 |
| 16-3 | Amatori Milano - Diavoli Milano | 11-3 |
| 0-6  | CUS Genova - Parma              | 0-11 |
|      |                                 |      |
|      | 7ª/14ª giornata                 |      |
| 3-6  | Parma - Brescia                 | 11-3 |
| 11-6 | Livorno - CUS Genova            | 25-9 |
| 3-3  | Diavoli Milano - Rho            | 19-3 |
| 11-8 | Amatori Milano - Milano         | 0-0  |

|     | 2ª/9ª giornata              |      |
| --- | --------------------------- | ---- |
| 9-6 | Parma - Livorno             | 13-3 |
| 8-3 | Amatori Milano - Rho        | 21-5 |
| 3-3 | CUS Genova - Diavoli Milano | 9-14 |
| 9-3 | Brescia - Milano            | 0-6  |
|     |                             |      |
|     | 5ª/12ª giornata             |      |
| 3-3 | Parma - Amatori Milano      | 3-3  |
| 0-0 | Rho - Livorno               | 3-19 |
| 6-5 | Diavoli Milano - Milano     | 3-6  |
| 3-9 | CUS Genova - Brescia        | 0-14 |

|      | 3ª/10ª giornata             |      |
| ---- | --------------------------- | ---- |
| 3-0  | Livorno - Amatori Milano    | 11-6 |
| 0-3  | Rho - CUS Genova            | 0-11 |
| 8-10 | Diavoli Milano - Brescia    | 3-8  |
| 11-8 | Milano - Parma              | 6-12 |
|      |                             |      |
|      | 6ª/13ª giornata             |      |
| 3-0  | Brescia - Livorno           | 3-10 |
| 3-12 | CUS Genova - Amatori Milano | 0-23 |
| 8-3  | Diavoli Milano - Parma      | 3-14 |
| 8-0  | Milano - Rho                | 8-3  |

#### Classifica girone A
|               |    | Squadra        | G  | V | N | P  | PF  | PS  | Pt |
| ------------- | -- | -------------- | -- | - | - | -- | --- | --- | -- |
|               | 1. | Amatori Milano | 14 | 9 | 3 | 2  | 139 | 51  | 21 |
|               | 2. | Parma          | 14 | 8 | 2 | 4  | 110 | 58  | 18 |
|               | 3. | Rugby Milano   | 14 | 8 | 1 | 5  | 108 | 75  | 17 |
|               | 4. | Livorno        | 14 | 8 | 1 | 5  | 108 | 77  | 17 |
|               | 5. | Brescia        | 14 | 8 | 1 | 5  | 79  | 82  | 17 |
| Retrocessione | 6. | Milano Diavoli | 14 | 5 | 2 | 7  | 85  | 102 | 12 |
| Retrocessione | 7. | CUS Genova     | 14 | 2 | 1 | 11 | 82  | 138 | 5  |
| Retrocessione | 8. | Rho            | 14 | 1 | 3 | 12 | 26  | 122 | 5  |

### Girone B
|      | 1ª/8ª giornata        |      |
| ---- | --------------------- | ---- |
| 0-6  | Venezia - Rovigo      | 0-14 |
| 0-8  | Sempione - Treviso    | 3-22 |
| 24-3 | Petrarca - Piacenza   | 6-0  |
| 47-6 | Fiamme Oro - Udine    | 29-3 |
|      |                       |      |
|      | 4ª/11ª giornata       |      |
| 3-0  | Piacenza - Sempione   | 3-0  |
| 11-8 | Petrarca - Udine      | 3-0  |
| 3-3  | Rovigo - Fiamme Oro   | 3-6  |
| 12-5 | Treviso - Venezia     | 13-3 |
|      |                       |      |
|      | 7ª/14ª giornata       |      |
| 51-3 | Fiamme Oro - Sempione | 50-3 |
| 0-3  | Udine - Sempione      | 11-3 |
| 9-3  | Rovigo - Petrarca     | 3-3  |
| 44-6 | Fiamme Oro - Piacenza | 21-0 |

|      | 2ª/9ª giornata        |      |
| ---- | --------------------- | ---- |
| 6-5  | Piacenza - Treviso    | 0-11 |
| 12-9 | Udine - Venezia       | 3-11 |
| 3-13 | Sempione - Rovigo     | 0-30 |
| 3-11 | Petrarca - Fiamme Oro | 3-31 |
|      |                       |      |
|      | 5ª/12ª giornata       |      |
| 3-6  | Venezia - Petrarca    | 6-6  |
| 3-14 | Udine - Piacenza      | 0-6  |
| 27-0 | Fiamme Oro - Treviso  | 3-19 |
| 0-3  | Rovigo - Udine        | 15-3 |

|      | 3ª/10ª giornata      |      |
| ---- | -------------------- | ---- |
| 6-34 | Venezia - Fiamme Oro | 6-36 |
| 9-3  | Treviso - Udine      | 19-3 |
| 0-3  | Sempione - Petrarca  | 0-3  |
| 3-24 | Piacenza - Rovigo    | 0-23 |
|      |                      |      |
|      | 6ª/13ª giornata      |      |
| 3-5  | Petrarca - Treviso   | 3-5  |
| 3-3  | Sempione - Venezia   | 3-0  |
| 0-3  | Venezia - Piacenza   | 3-3  |
| 5-5  | Treviso - Rovigo     | 6-9  |

#### Classifica girone B
|               |    | Squadra    | G  | V  | N | P  | PF  | PS  | Pt |
| ------------- | -- | ---------- | -- | -- | - | -- | --- | --- | -- |
|               | 1. | Fiamme Oro | 14 | 12 | 1 | 1  | 393 | 64  | 25 |
|               | 2. | Treviso    | 14 | 10 | 1 | 3  | 139 | 73  | 21 |
|               | 3. | Rovigo     | 14 | 9  | 3 | 2  | 157 | 38  | 21 |
|               | 4. | Petrarca   | 14 | 7  | 2 | 5  | 80  | 84  | 16 |
| Retrocessione | 5. | Piacenza   | 14 | 6  | 1 | 8  | 50  | 164 | 13 |
| Retrocessione | 6. | Udine      | 14 | 3  | 0 | 11 | 58  | 179 | 6  |
| Retrocessione | 7. | Venezia    | 14 | 1  | 3 | 10 | 55  | 154 | 5  |
| Retrocessione | 8. | Sempione   | 14 | 2  | 1 | 11 | 24  | 200 | 5  |

### Girone C
|      | 1ª/8ª giornata                 |      |
| ---- | ------------------------------ | ---- |
| 3-0  | Fiamme Oro Firenze - L'Aquila  | 3-0  |
| 6-8  | Frascati - Partenope           | 3-15 |
| 0-0  | Lazio - Rugby Roma             | 3-3  |
| 6-0  | Esercito - Olimpic             | 9-9  |
|      |                                |      |
|      | 4ª/11ª giornata                |      |
| 9-5  | L'Aquila - Frascati            | 6-14 |
| 3-3  | Esercito - Partenope           | 0-3  |
| 0-0  | Fiamme Oro Firenze - Lazio     | 21-0 |
| 11-5 | Rugby Roma - Olimpic           | 5-0  |
|      |                                |      |
|      | 7ª/14ª giornata                |      |
| 3-3  | Frascati - Esercito            | 3-9  |
| 3-3  | Partenope - Fiamme Oro Firenze | 9-9  |
| 8-6  | Olimpic - Lazio                | 3-16 |
| 8-3  | L'Aquila - Rugby Roma          | 6-0  |

|      | 2ª/9ª giornata                |      |
| ---- | ----------------------------- | ---- |
| 5-3  | L'Aquila - Partenope          | 8-23 |
| 3-0  | Esercito - Lazio              | 0-0  |
| 8-5  | Olimpic - Fiamme Oro Firenze  | 3-14 |
| 6-0  | Rugby Roma - Frascati         | 9-12 |
|      |                               |      |
|      | 5ª/12ª giornata               |      |
| 18-3 | L'Aquila - Olimpic            | 3-0  |
| 3-0  | Partenope - Lazio             | 10-3 |
| 9-6  | Rugby Roma - Esercito         | 3-6  |
| 5-14 | Frascati - Fiamme Oro Firenze | 0-9  |

|      | 3ª/10ª giornata                 |       |
| ---- | ------------------------------- | ----- |
| 6-3  | Frascati - Olimpic              | 3-3   |
| 3-8  | Fiamme Oro Firenze - Esercito   | 6-3   |
| 8-6  | Lazio - L'Aquila                | 0-3   |
| 6-3  | Partenope - Rugby Roma          | 0-0   |
|      |                                 |       |
|      | 6ª/13ª giornata                 |       |
| 6-0  | Lazio - Frascati                | 6-9   |
| 10-3 | Esercito - L'Aquila             | 8-13  |
| 3-0  | Fiamme Oro Firenze - Rugby Roma | 0-0   |
| 0-14 | Olimpic - Partenope             | 11-20 |

#### Classifica girone C
|               |    | Squadra              | G  | V | N | P  | PF  | PS  | Pt |
| ------------- | -- | -------------------- | -- | - | - | -- | --- | --- | -- |
|               | 1. | Partenope            | 14 | 9 | 4 | 1  | 120 | 54  | 22 |
|               | 2. | Fiamme Oro (Firenze) | 14 | 8 | 4 | 2  | 93  | 39  | 20 |
|               | 3. | Esercito             | 14 | 6 | 4 | 4  | 74  | 58  | 16 |
|               | 4. | L’Aquila             | 14 | 8 | 0 | 6  | 88  | 83  | 16 |
| Retrocessione | 5. | Rugby Roma           | 14 | 4 | 4 | 6  | 52  | 55  | 12 |
| Retrocessione | 6. | S.S. Lazio           | 14 | 3 | 4 | 7  | 48  | 69  | 10 |
| Retrocessione | 7. | Frascati             | 14 | 4 | 2 | 8  | 69  | 106 | 10 |
| Retrocessione | 8. | Roma Olimpic         | 14 | 2 | 2 | 10 | 56  | 136 | 6  |

## Girone finale
|      | 1ª/6ª giornata                 |       |
| ---- | ------------------------------ | ----- |
| 3-15 | Treviso - Fiamme Oro PD        | 3-12  |
| 6-5  | Partenope - Parma              | 9-29  |
| 11-9 | Amatori Milano - Fiamme Oro FI | sosp. |
|      |                                |       |
|      | 4ª/9ª giornata                 |       |
| 25-0 | Fiamme Oro PD - Amatori Milano | 22-0  |
| 16-5 | Treviso - Parma                | 8-5   |
| 12-0 | Fiamme Oro FI - Partenope      | 6-13  |

|       | 2ª/7ª giornata             |      |
| ----- | -------------------------- | ---- |
| 29-6  | Fiamme Oro PD - Partenope  | 5-3  |
| 20-3  | Parma - Fiamme Oro FI      | 0-9  |
| 5-3   | Amatori Milano - Treviso   | 8-8  |
|       |                            |      |
|       | 5ª/10ª giornata            |      |
| 29-6  | Fiamme Oro PD - Parma      | 17-0 |
| 16-0  | Treviso - Fiamme Oro FI    | 5-3  |
| 10-12 | Amatori Milano - Partenope | 6-5  |

|      | 3ª/8ª giornata                |       |
| ---- | ----------------------------- | ----- |
| 0-36 | Fiamme Oro FI - Fiamme Oro PD | 0-28  |
| 6-3  | Partenope - Treviso           | 15-35 |
| 8-11 | Parma - Amatori Milano        | 5-6   |

### Classifica girone finale
|  |    | Squadra              | G  | V  | N | P | PF  | PS  | Pt |
|  | -- | -------------------- | -- | -- | - | - | --- | --- | -- |
|  | 1. | Fiamme Oro           | 10 | 10 | 0 | 0 | 218 | 21  | 20 |
|  | 2. | Treviso              | 10 | 5  | 1 | 4 | 86  | 74  | 11 |
|  | 3. | Amatori Milano       | 10 | 5  | 1 | 4 | 57  | 103 | 11 |
|  | 4. | Partenope            | 10 | 4  | 0 | 6 | 75  | 140 | 8  |
|  | 5. | Parma                | 10 | 2  | 0 | 8 | 83  | 114 | 4  |
|  | 6. | Fiamme Oro (Firenze) | 10 | 2  | 0 | 8 | 42  | 135 | 4  |

## Verdetti
- Fiamme Oro: campioni d'Italia.
- Fiamme Oro, Partenope, Amatori Milano, Treviso, Rovigo, Parma, Rugby Milano, Livorno, Brescia, Petrarca, G.S. Esercito, L’Aquila: assegnate al campionato Eccellenza a 12 squadre 1961-62.
- Diavoli Milano, CUS Genova, Rho, Piacenza, Udine, Venezia, Sempione, Rugby Roma, S.S. Lazio, Frascati, Roma Olimpic: assegnate alla serie B 1961-62.